# Битва под Шепелевичами
Битва под Шепелевичами или битва под Борисовом — одно из генеральных сражений Русско-польской войны 1654—1667 годов.
Битва состоялось в начале войны 14 (24) августа 1654 года у белорусского села Шепелевичи и завершилось победой русской армии князя Алексея Трубецкого над армией Речи Посполитой под предводительством Великого гетмана Литовского Януша Радзивилла, в другом источнике указано что 20 августа князь Алексей Трубецкой дал знать о победе над гетманом Янушем Радзивиллом, одержанной в 15 верстах от города Борисова, на речке Шкловке: 12 полковников, 270 всяких людей, знамя и бунчук гетманские, знамёна и литавры достались победителям, а раненый Януш Радзивилл спасся с немногими людьми. Обоз и артиллерия гетманской армии были захвачены. Польско-литовское поражение при Шепелевичах предопределило сдачу литовцами оккупированного Смоленска.

## Предыстория
С началом русско-польской войны 1654—1667 князь Алексей Трубецкой во главе Юго-западной группировки русских войск выступил из Брянска в Литву. Царь Алексей Михайлович приказывал князю «идти за рубеж на Полские и Литовские города, на Рославль и на иные». 27 июня (7 июля) 1654 года армии князя Трубецкого сдался Рославль, горожане «встретили с честью, добили челом и город сдали». 12 (22) июля штурмом был взят оказавший сопротивление Мстиславль. Русские войска вышли к Днепру. Великий гетман Литовский Януш Радзивилл отступал, не принимая боя.
1 (10) августа армия Трубецкого в составе Большого полка под командованием самого Трубецкого и князя Юрия Долгорукова, Передового под командованием князя Григория Куракина и Сторожевого под командованием князя Семёна Пожарского, переправилась на правый берег Днепра. 2 (12) августа после боя под Шкловом с «ертаулом» и сотнями из армии князя Якова Черкасского, под командованием князя Юрия Барятинского, армия Радзивилла была вынуждена отступить к Головчину. Узнав о движении армии Трубецкого, Радзивилл, отправив свой обоз к Заозёрью под защитой одного полка, перешел через реку Друть под Белыничами и выступил в направлении Шепелевичей, к переправе через речку Осливку. Утром 4 (14) августа гетман узнал, что Трубецкой нашёл брод через Друть под Тетериным и, форсировав речку, загородил дорогу.

## Битва
Когда армия гетмана подошла к Шепелевичам, село уже горело, передовые конные сотни русских уже успели ворваться в село. Части русской пехоты, переправившись через реку Осливку ниже мельницы, заняли Шепелевичи и укрепились там. При приближении русских литовцы атаковали Передовой полк князя Куракина, развернувшийся в боевую линию. В завязавшемся бою воевода был ранен. В это время подошёл Большой полк князей Трубецкого и Долгорукова. На помощь князю Куракину были отправлены полки солдатского строя Данилы Краферта, Ивана Ниротморцева, Германа Фанстадена, Николая Фанстадена, Александра Барклая, Якова Флека, Елисея Цыклера и Андрея Гамолтона. Они остановили натиск литовской армии; не помогла и атака «крылатых» гусар, которая была отражена. Русская пехота, построенная в три линии, начала теснить войско Великого княжества Литовского.
Одновременно конница левого крыла под командованием князя Семёна Пожарского обошла войска Радзивилла с фланга, окружая противника с юга. Увидев, что их окружают, литовские войска предались панике и обратились в бегство. Драгуны полков Г. Ганскопфа, Э. Я. Корфа и Э. Путкамера попытались оказать сопротивление русским войскам, но атакованные и окруженные русскими рейтарами, пошли врассыпную. Гетман с частью своей армии, сохранявшей хоть какое-то подобие порядка, неся большие потери от преследовавшей её русской конницы, начал отступление. В ходе продолжительного преследования были рассеяны остатки конных хоругвей Радзивилла.
15 августа русские настигли отступающую немецкую пехоту и артиллерию Радзивилла на переправе под Черцами, весь гетманский пеший полк был уничтожен, а пушки захвачены. Литовская челядь, оставленная в обозе, видя бегство своего войска, бросилась грабить возы. На одной из переправ через многочисленные речки и болота четыре русские сотни неожиданно окружили отряд гетмана. В бою из 50 человек гетманской казацкой хоругви, охранявшей Радзивилла, в живых при нём осталось только пять. Поручик немецкой пехоты Греффенберг закрыл гетмана своим телом, получив огнестрельную рану и удар рогатиной. Под гетманом убили коня, а сам Радзивилл был ранен в ногу. Великого гетмана спасла рота венгерской пехоты под началом Юшкевича. Участники битвы позднее говорили, что если бы Юшкевич не подоспел к месту боя, гетман не ушел бы живым.
Князь Трубецкой писал царю Алексею Михайловичу, находившемуся под Смоленском: «гетмана Радивила побили, за 15 верст до литовского города Борисова, на речке на Шкловке, а в языках взяли 12 полковников, и знамя, и бунчук Радивилов взяли, и знамёна и литавры поимали, и всяких литовских людей в языках взяли 270 человек; а сам Радивил утек с небольшими людьми, ранен». Бой под Шепелевичами «был на семи верстах и больше». Среди погибших были польный писарь Великого княжества Литовского Матвей Радзиминский, полковники Ганскопф, Путкамер, Оттенхауз, Сулима и другие офицеры.

## Итоги и последствия
После победы при Шепелевичах армия Трубецкого повернула к Шклову, гарнизон которого продолжал оказывать сопротивление. 31 августа город сдался. Поражение главных сил гетмана Радзивилла в летней кампании 1654 года предопределило падение Смоленска. 23 сентября литовский гарнизон сдался и открыл ворота русским войскам. Царь Алексей Михайлович торжественно вступил в город.